# Constancia (Maynas)
Constancia (anteriormente llamada Constancia-Algodonal) es una localidad peruana del distrito de Fernando Lores, ubicada en la provincia de Maynas, en el departamento de Loreto.
Nace debido a los asentamientos de varios obreros, que vinieron a trabajar contratados por varias empresas en la época de la fiebre del caucho de la selva peruana.

## Geografía
El poblado de Constancia se ubica al sur de la Provincia de Maynas, región Loreto en la zona nororiental del Perú. Localizada en el Distrito de Fernando Lores. Muy cerca de la quebrada de Tamshiyacu.
La mayoría del relieve es selvático debido a que pertenece al extenso territorio del Amazonas.

## Clima
Estando cerca de la línea ecuatorial, Constancia posee un clima tropical lluvioso, con temperaturas que van desde los 15 °C a 31 °C. La temperatura promedio anual de Constancia es 23 °C, con una humedad relativa promedio del 115%. La temporada de lluvia es de noviembre a mayo, con la red fluvial en su punto más alto en mayo y su nivel más bajo en octubre.

## Personajes
- La Tigresa del Oriente